# Stymphalornis acutirostris
A Stymphalornis acutirostris a madarak osztályának verébalakúak (Passeriformes) rendjébe és a hangyászmadárfélék (Thamnophilidae) családjába tartozó Stymphalornis nem egyetlen faja.

## Rendszerezése
A fajt Scott M. Lanyon, Douglas F. Stotz és David E. Willard írta le 1990-ben. Egyes szervezetek a  Formicivora nembe helyezik  Formicivora acutirostris néven.

## Előfordulása
Brazília délkeleti részén,  Paraná, Santa Catarina és São Paulo területén honos. A természetes élőhelye a szubtrópusi vagy trópusi part menti mocsarak, folyóvízi mocsarak és elárasztott síkságok.

## Megjelenése
Testhossza 14 centiméter, testtömege 10 gramm.

## Életmódja
Ízeltlábúakkal táplálkozik.

## Külső hivatkozás
- Képek az interneten a fajról
- Internet Bird Collection - videók a fajról
- Xeno-canto.org - a faj hangja és elterjedési területe